# Olavi Salonen

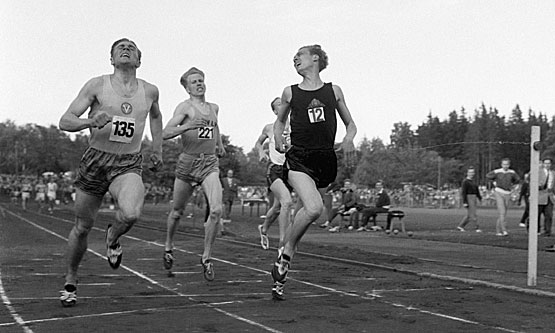
Olavi Salonen (till vänster) då han slog världsrekordet på 1 500 meter löpning.

Olavi Vihtori Kalervo Salonen, född 20 december 1933 i Norrmark, död 6 mars 2025, var en finländsk medeldistanslöpare och världsrekordhållare på 1 500 m (tillsammans med Olavi Salsola). 
Olavi Salonens bästa placering i stora mästerskap är fjärde plats på 800 meter vid EM i Belgrad 1962. Följande år blev han nordisk mästare på samma sträcka.
Höjdpunkten på Salonens karriär var loppet på 1 500 meter i Åbo den 11 juli 1957, då tre finländska löpare med förnamnet Olavi underskred gällande världsrekord. Olavi Salsola vann på tiden 3.40,2 men tvåan Olavi Salonen fick samma tid och delade rekordet. Trean Olavi Vuorisalo förlorade med endast en tiondels sekund. 
De två Olavi förlorade världsrekordet redan följande dag, då Stanislav Jungwirth noterade tiden 3.38,1.